# Serhij Doronczenko
Serhij Wiktorowycz Doronczenko, ukr. Сергій Вікторович Доронченко, ros. Сергей Викторович Доронченко, Siergiej Wiktorowicz Doronczenko (ur. 26 listopada 1966) – ukraiński piłkarz, grający na pozycji pomocnika, trener piłkarski. Posiada obywatelstwo rosyjskie.

## Kariera piłkarska

### Kariera klubowa
W 1983 rozpoczął karierę piłkarską w klubie Kubań Krasnodar. Od 1985 występował w mistrzostwach ZSRR w barwach SKA Rostów nad Donem, Krylja Sowietow Kujbyszew, Nieftianik Fergana, Paxtakor Taszkent, Lokomotiw Gorki i Navbahor Namangan. Potem występował w mistrzostwach niepodległej Ukrainy w Worskle Połtawa. Latem 1993 wyjechał do Bułgarii, gdzie został piłkarzem Etyru Wielkie Tyrnowo. Po pół roku przeniósł się do rosyjskiej Łady Togliatti. Na początku 1995 powrócił do Worskły Połtawa, ale już w następnym roku przeszedł do Rubinu Kazań. Kolejnymi klubami w jego karierze byli Ełektron Romny, SKA Chabarowsk i Naftowyk Ochtyrka. W końcu 1999 roku zakończył karierę piłkarską w kazachskim Szachtiorze Karaganda.

## Kariera trenerska
Po zakończeniu kariery piłkarskiej rozpoczął karierę piłkarską. W 2007 został zatrudniony w strukturze klubu Kubań Krasnodar. W 2008 objął stanowisko dyrektora sportowego. W marcu 2011 roku był uwikłany w skandal z byłym graczem Kubani Nikola Nikezić, który powiedział, że jego siłą zmusili do wypowiedzenia umowy. 18 kwietnia 2011 decyzją komisji ds. etyki Rosyjskiego Związku Piłki Nożnej został usunięty z zajmowanego stanowiska do końca sezonu 2011/12. Jednak potem 10 maja 2011 Komisja Odwoławcza uchyliła sankcje Związku.